# Bremswiderstand
Der Bremswiderstand ist ein Belastungswiderstand bei Widerstandsbremsen oder beim Betrieb eines Frequenzumrichters. Er stellt im generatorischen Betrieb des Motors eine Last dar, die den Motor belastet und abbremst.

## Widerstandsbremse bei Eisenbahnen

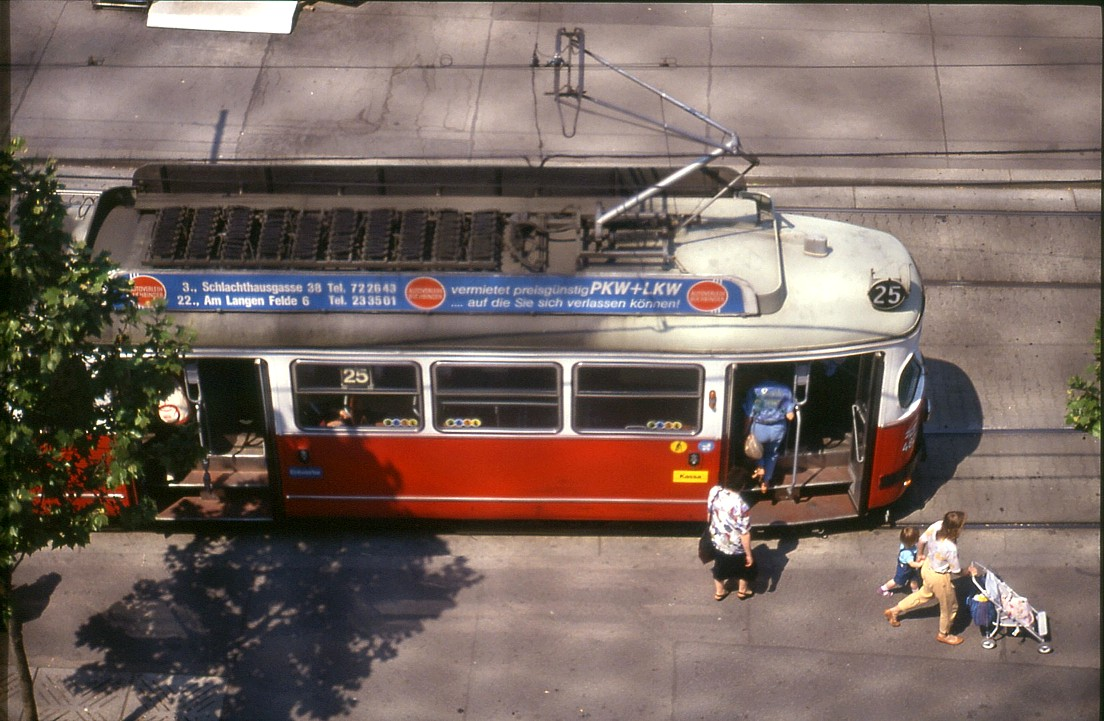
Bremswiderstände auf dem Dach eines Triebwagens der Wiener Straßenbahn

Bremswiderstände dienen bei Widerstandsbremsen dazu, die elektrische Leistung der als Generatoren geschalteten Fahrmotoren von elektrischen oder von dieselelektrischen Triebfahrzeugen oder von Oberleitungsbussen in Abwärme umzuwandeln. Die Bremswiderstände können auf dem Dach, im Fahrgastraum (als Heizung) oder unter dem Fahrzeug angebracht sein. Zur Kühlung werden Bremswiderstände entweder mit eigenen Lüftern versehen oder sie sind eigenbelüftet.

## Betrachtung des Bremssystems mit Umrichter
Bei dem Betrieb eines Motors mit einem Umrichter betrachtet man zwei Betriebsarten:
1. den motorischen Betrieb beim Antreiben einer Last und
2. den generatorischen Betrieb beim Abbremsen des Motors.

Während der Reduzierung des Drehzahlsollwertes durch den Frequenzumrichter arbeitet der Motor als Generator und liefert Energie an den Frequenzumrichter, die dann im Zwischenkreis gesammelt wird. Die Spannung im Zwischenkreis würde immer weiter steigen, bis durch den Ausfall von Bauteilen bzw. deren Isolation und den damit erhöhten Stromfluss die entsprechende Sicherung auslöst und den Stromkreis unterbricht. Der Bremswiderstand stellt einen Verbraucher für den Zwischenkreis dar und absorbiert die entstehende Bremsenergie. Mit einem Bremswiderstand kann man so hohe Lasten schnell bremsen. Anwendungen von Bremswiderständen finden sich zum Beispiel in der Industrie, der Bahntechnik und bei Windkraftanlagen.